# Powiat Olpe
Powiat Olpe (niem. Kreis Olpe) – powiat w Niemczech, w kraju związkowym Nadrenia Północna-Westfalia, w rejencjiArnsberg. Stolicą powiatu jest miasto Olpe.

## Podział administracyjny
Powiat Olpe składa się z:
- czterech gmin miejskich (Stadt)
- trzech pozostałych gmin (Gemeinde)

Gminy miejskie:
| Lp. | Nazwa gminy miejskiej | Ludność (31.12.2010) | Powierzchnia km² |
| --- | --------------------- | -------------------- | ---------------- |
| 1   | Attendorn             | 24.693               | 97,85            |
| 2   | Drolshagen            | 12.041               | 67,12            |
| 3   | Lennestadt            | 27.155               | 135,41           |
| 4   | Olpe                  | 25.409               | 85,88            |

Pozostałe gminy:
| Lp. | Nazwa gminy wiejskiej | Ludność (31.12.2010) | Powierzchnia km² |
| --- | --------------------- | -------------------- | ---------------- |
| 1   | Finnentrop            | 17.551               | 104,34           |
| 2   | Kirchhundem           | 12.247               | 147,91           |
| 3   | Wenden                | 19.905               | 72,55            |